# بیشووتس
بیشووتس (به چکی: Býšovec) یک منطقهٔ مسکونی در جمهوری چک است که در ناحیه ژدار ناد سازاووو واقع شده‌است. بیشووتس ۵٫۸ کیلومتر مربع مساحت و ۱۵۲ نفر جمعیت دارد و ۵۸۴ متر بالاتر از سطح دریا واقع شده‌است.